# 培梅中學
培梅中學是曾位於印度加爾各答塔壩中國城（Tangra China Town）的華文學校，校舍頂部設有關帝廟。其名稱取自於廣東梅縣的培梅中學。隨着当地众多華人遷走，該校現已停辦。